# Suwanee, Georgia
Suwanee är en stad (city) i Gwinnett County, i delstaten Georgia, USA. Enligt United States Census Bureau har staden en folkmängd på 15 734 invånare (2011) och en landarea på 28,2 km².